# Reddit
Reddit (pronunciat /ˈrɛdɪt/ en anglès) és un lloc web de marcadors socials i agregador de notícies on els usuaris poden compartir enllaços a continguts web. El contingut s'organitza en comunitats anomenades «subreddits» que són creats i moderats pels mateixos usuaris. Aquestes comunitats cobreixen una gran varietat de temàtiques com ara notícies, ciència, pel·lícules, videojocs, música, gastronomia... Les contribucions a cada «subreddit» poden ser votades positivament o negativament pels usuaris de la comunitat per tal que aquestes apareguin més o menys destacades.
A l'octubre de 2023, Reddit comptava amb més de 70 milions de visites diàries, més de cent mil comunitats actives i més de 16.000 milions de posts i comentaris. Segons aquestes analítiques, un 57,4% dels seus usuaris provenen dels Estats Units, seguit pel Regne Unit amb un 7,5% i el Canadà amb un 6,3%, demostrant així ser més popular a l'angloesfera. Durant el transcurs de 2015, Reddit va rebre 82,54 mil milions de visualitzacions, 73,15 milions de contribucions, 725,85 milions de comentaris, i 6,89 mil milions de vots positius.
Reddit va ser fundat per Steve Huffman i Alexis Ohanian l'any 2005, convertint-se en un software lliure el 18 de juny de 2008. Amb l'excepció de les parts pertinents a l'anti-spam, tot el codi de Reddit està disponible lliurement a Github.

## Origen
El mot Reddit prové d'un joc de paraules amb l'expressió en anglès «read it» (en català, «ho he llegit»). Per exemple: «I read it on Reddit». La pàgina es divideix en comunitats a les que l'usuari es pot subscriure per tal de poder-hi accedir després, tot i comptar també amb una opció per mostrar el contingut més popular en aquell moment.
El logotip de la pàgina és una variació d'un extraterrestre anomenat «Snoo». Moltes comunitats han aprofitat per crear les seves pròpies variants i utilitzar-les com als seus propis logotips.

### Usuaris
L'usuari de Reddit, anomenat «reditor» («redditor» en anglès), pot votar positivament o negativament les contribucions de cada comunitat, per tal de valorar-ne la qualitat i poder mostrar a la resta d'usuaris el contingut més interessant de cada comunitat. El format utilitzat per poder mencionar a un altre «reditor» és el prefix u/ (abreviació d'usuari) seguit del nom d'usuari en qüestió (per exemple, u/RedditUsername).

### Comunitats
Reddit s'organitza en comunitats creades pels seus usuaris anomenades «subreddit». Tot i que cada comunitat pot operar independentment (dins dels Termes de Servei de Reddit), aquests s'acostumen a dividir temàtica o geogràficament.
Cada comunitat acostuma a tenir les seves pròpies normes, que normalment es troben explicades a la barra lateral dreta junt amb altra informació seleccionada pels moderadors de cada comunitat.
El format utilitzat per citar comunitats de Reddit consisteix en el prefix r/ (abreviació de Reddit) seguit del nom de la comunitat en qüestió. Alguns exemples serien:
- r/Catalunya, una comunitat sobre tot allò relacionat amb Catalunya.
- r/Science, una comunitat en anglès sobre tot allò relacionat amb la ciència.
- r/Aww, una comunitat en anglès "sobre coses que et fan dir AWW!", com ara gossos, gats, nadons...
- r/EarthPorn, una comunitat en anglès de fotografies de paisatges per apreciar la bellesa del planeta Terra.
- r/Girona, una comunitat sobre tot allò relacionat amb la ciutat de Girona.